# Torpeda Mark 48
Mark 48 (Mk 48) – amerykańska torpeda ciężka z konwencjonalną głowicą bojową wyposażoną w zapalnik kontaktowy i zbliżeniowy, służące do zwalczania celów podwodnych i nawodnych. Torpedy te odpalane mogą być zarówno z pokładu okrętu podwodnego, jak również okrętów nawodnych. Zmodernizowana wersja tej torpedy Mark 48 – Mark 48 ADCAP (Advanced Capability) stanowi podstawowe uzbrojenie podwodne wszystkich amerykańskich okrętów podwodnych o napędzie nuklearnym, wraz zaś z lekkimi torpedami Mark 46 oraz Mark 50 stanowi podstawę uzbrojenia torpedowego całej US Navy. Znajduje się także na wyposażeniu flot innych państw świata.

## Geneza
Stały rozwój radzieckiej floty zaawansowanych okrętów podwodnych, już w 1956 roku doprowadził do rozpoczęcia rozwoju technologii zaawansowanych torped . Program ten oznaczony został jako RETORC (Research Torpedo Configuration) prowadzony był przez Ordnance Research Laboratory of Pen State University. Najbardziej palącą była potrzeba opracowania  torpedy dla okrętów podwodnych, która mogła zastąpić torpedy Mk XIV, Mk 16 i Mk 37. Właściwy projekt torpedy ciężkiej zarysował się do roku 1960, początkowo oznaczony jako Ex-10, a następnie Mark 48.
Cele rozwojowe nowej torpedy zawierały zasięg 35.000 yardów (32.000 metrów) przy prędkości większej niż 55 węzłów, oraz możliwość ataku do głębokości 2500 stóp (762 metry). O kontrakt w tym względzie rywalizowało wiele przedsiębiorstw, jednakże w 1964 roku kontrakt uzyskał Westinghouse, którego zadaniem było opracowanie torpedy Mk 48 Mod 0. Z uwagi jednak na nękające Westinghouse problemy nowej torpedy, marynarka zdecydowała o rozpoczęciu równoległego programu prowadzonego przez Clevite Corporation w Cleveland, Ohio pod technicznym kierunkiem Naval Ordnance Laboratory. Clevite była pionierem obiecującego „grzebieniowego” filtra naprowadzania akustycznego, o dużej sprawności na wodach płytkich i odporności na zakłócanie. Clevite uzyskała dzięki temu kontrakt na budowę jednostki testowej używającej silnika tłokowego, który opracowała w ramach wcześniejszej rywalizacji z Westingouse. To doprowadziło do produkcji torpedy Mk 48 Mod 1.
Co więcej, podczas gdy Mk 48 Mod 0 była pierwotnie przewidziana jako bron wyłącznie ZOP, zapasy przestarzałych torped Mk 14 i Mk 18 zaczęły być wycofywane, co doprowadziło do podjęcia decyzji o zaopatrzeniu Mk 48 Mod 1 w zdolność zwalczania także okrętów nawodnych. W 1970 roku, amerykańskie okręty podwodne przenosiły torpedy Mk 14 Mod 5, Mk 16 Mod 8, Mk 37 Mod 0, 1, 2, 3 oraz Mk 45 Mod 0,1. Konsekwencją tego była rywalizacja między Mk 48 Mod 1 oraz Mod – zmienionym projektem Mod 0 Westinghouse. Podobnie jak Mod 0, Mod 2 napędzana była przez turbinę Sunstrand używająca monopropelantu w postaci paliwa Otto II. Torpeda Clevite także używała paliwa Otto II, w zewnętrznej komorze spalania, axial-piston engine. Marynarka uznała, że Westinghouse powinna używać silnika turbinowego, którego wykonalność i osiągi nie budziły wątpliwości, był jednakże znacząco droższy w budowie – szczególnie w limitowanej liczbie niezbędnej do testów i rozwoju torpedy.
Jednym z kilku powodów wyboru marynarki była w rzeczywistości lepsza wydajność silnika tłokowego, szczególnie w głębokim zanurzeniu, w przeciwieństwie do cichszej, lecz mniej wydajnej turbiny. Systemy detekcji akustycznej także były inne. W konsekwencji, program Mod 2 został anulowany. Westinghouse kontynuowała swój program Mod 0, z kontraktem na produkcje pilotażowa torpedy mark 52 Mod 0, na którą uzyskała kontrakt w roku 1970.
W tym samym roku sekretarz obrony Melvin R. Larid tłumaczył Kongresowi pilna potrzebę akwizycji torpedy o  parametrach Mark 48 .

Istnieje pilna potrzeba wprowadzenia torpedy o właściwościach Mk.48, zwłaszcza jej zdolności zwalczania okrętów podwodnych. Używane aktualnie przez marynarkę torpedy ZOP, Mark 37, nie maja prędkości, zasięgu, dystansu wykrywania oraz głębokości zanurzenia, niezbędnych do użycia przeciwko nowoczesnym, szybkim i głęboko zanurzającym się okrętom podwodnym. Nasze aktualne torpedy przeciwokrętowe są stare i nie bardzo efektywne przeciw stosującym uniki celom. Co więcej, nasze zapasy torped są bardzo ograniczone.

W kwietniu i maju 1971 roku USS „Trigger” (SS-564) wykonał pięć strzałów uzbrojonymi torpedami do okrętów-celów. Celem tych testów była ocena wariantów Mk 48. Ich skutkiem, zatopiono 3 okręty – dwa za pomocą Westinghouse Mod 0 oraz jeden za pomocą Clevite Mod 1. Po przeprowadzeniu szczegółowych analiz, kontrakt na pełnej skali produkcję Mod 1 uzyskał Gould Corporation, który przejął w międzyczasie kontrolę nad Clevite Corp. Pierwsza torpeda mark 48 Mod 1 została dostarczona marynarce w 1972 roku, 12 lat po rozpoczęciu rozwoju.

## Mark 48

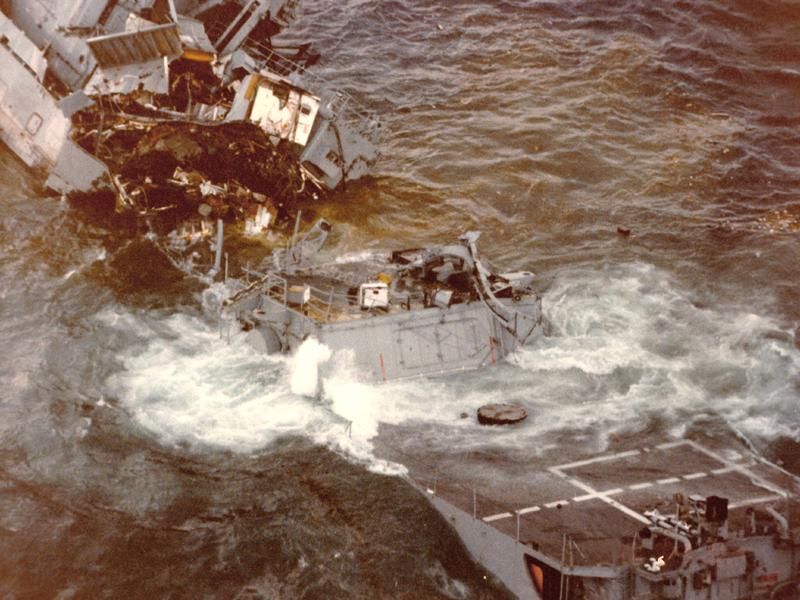
Niszczyciel USS „Jonas Ingram” (DD-938) tonie z przełamaną stępką po trafieniu Mark 48

Mark 48 została skonstruowana dla szybkich atomowych okrętów podwodnych zdolnych do głębokiego zanurzenia, oraz najsilniej uzbrojonych okrętów nawodnych. Wchodząc do służby w 1972 roku zastąpiła używane dotychczas torpedy Mk 37 i Mk 14, a w 1978 roku także torpedy Mark 45 Astor z głowica jądrową. Torpeda napędzana jest tłokowym silnikiem z turbiną gazową Air Turbine Pump Discharge (ATPD) przy zastosowaniu naprowadzania przewodowego, bądź bezprzewodowego w postaci aktywnego lub pasywnego sonaru, z możliwością wielokrotnego podchodzenia do celu i powtarzania ataków.
Mk 48 posiadała 292,5 kilogramową głowicę z możliwością detonacji zbliżeniowej albo kontaktowej. W przypadku ataku na cele powierzchniowe (nawodne) eksplozja zawartego w głowicy materiału wybuchowego następowała pod kilem celu, w celu uszkodzenia jego struktury. Oficjalnie, Mark 48 rozwija prędkość 28 węzłów (51 km/h), prawdopodobnie jednak zdolna jest w rzeczywistości do rozwinięcia prędkości 40 - 55 węzłów. Prawdopodobnie również oficjalnie podawana maksymalna głębokość ataku: "większa niż 1200 stóp" (366 metrów) różni się od prawdziwej i wynosi w rzeczywistości 3000 stóp (914 metrów) Oficjalny zasięg torpedy "więcej niż 5 mil" (8 km), przy prawdopodobnych maksymalnych prędkościach 40 do 55 węzłów, zasięg torpedy wynosi jednak w rzeczywistości odpowiednio 40 km i 31 km.

## Mark 48 ADCAP
W latach sześćdziesiątych XX wieku Marynarka Stanów Zjednoczonych przewidywała szybki rozwój radzieckiej floty podwodnej, co doprowadziło do podjęcia studiów nad torpedą Mk 48 w zakresie jej zdolności do stanowienia odpowiedzi na rozwój radzieckich technologii. W 1975 roku Szef Dowództwa Operacji Morskich (Chief of Naval Operations) zatwierdził wymagania operacyjne dla programu rozwoju zmodyfikowanej torpedy Mk 48. Dokument ten uwzględniał wyniki dotychczasowych studiów i prac nad torpeda o zwiększonych zdolnościach (advanced capabilities – ADCAP), lecz rozmiary i stopień rozwoju radzieckiej technologii podwodnej przyspieszyły rozwój programu ADCAP oraz innego programu rozwoju torpedy Mk 48 (Envelope Expansion Program).
Do kolejnego przyspieszenia programu ADCAP doszło, gdy późnym latem 1979 roku Marynarka Wojenna Stanów Zjednoczonych odkryła
możliwości okrętów typu Alfa. W wyniku tej konstatacji, wszczęto program Expanded Operating Envelope Programme, w ramach którego przeprowadzono dużą liczbę intensywnych testów praktycznych w celu stwierdzenia prawdziwych granic możliwości aktualnych torped Mk 48 w zakresie głębokości zanurzenia, ataku, prędkości oraz zdolności akustycznych. Testy te pokazały, iż Mark 48 jest konstrukcyjnie wiarygodny w ataku na Alfę. Testy pokazały także iż torpeda spełnia wymagania również w zakresie rozpoznawania prędkości celu, także przy wysokich prędkościach torpedy i wywoływanych przez nie szumach własnych pocisku. Mimo zadowalających rezultatów testów, w laboratoriach przygotowano pewne modyfikacje które zostały włączone do programu rozwoju Mk 48 i zaimplementowane pod postacią standardu Mk 48 Mod 4.
W zakończonym w końcu programie ADCAP podtrzymano dalekiego zasięgu zbieranie danych przez pocisk, przy jednoczesnym ulepszeniu wielu cech torpedy, z których najważniejsze to:
- zminimalizowaniu wpływu otaczającego pocisk środowiska oraz stosowanych przez przeciwnika środków przeciwdziałania;
- zminimalizowaniu wpływu ograniczeń taktycznych własnego okrętu;
- zwiększeniu zdolności walki z celami powierzchniowymi (nawodnymi)

Zmiany w konstrukcyjne pocisku w ADCAP pociągnęły za sobą wymianę całego nosa torpedy kryjącego pasywny i aktywny system akustyczny oraz wymianę urządzeń odpowiedzialnych za obróbkę danych, poprzez zastąpienie ich najbardziej aktualnymi technologiami elektronicznymi. W następnym zaś etapie rozwoju zastosowano najnowszy system zarządzania i kontroli oraz ulepszone sensory głowicy (Common Broadband Advanced Sonar System – CBASS) stanowiące odpowiedź na środki obronne stosowane przez stanowiące cele nowoczesne jednostki pływające przeciwnika. Kolejne ulepszenia ADCAP doprowadziły natomiast do zwiększenia głębokości ataku, zdolności do określania prędkości celu oraz opcji prędkości samego pocisku. Podniesiono także sprawność dostarczania paliwa, wytrzymałość pocisku oraz zdolności w zakresie zwalczania celów powierzchniowych.
Podobnie jak Mark 48, Mark 48 ADCAP może wykonywać zadanie bojowe w sposób zdalnie sterowany za pomocą rozwijanego kabla, samodzielnie naprowadzając się na cel, bądź też łącząc te dwa sposoby. Po wystrzeleniu torpedy, zainstalowane w jej kadłubie systemy komputerowe uruchamiają właściwe oprogramowanie wyszukiwania celu, zbierania informacji o nim oraz algorytmy zaawansowanych procedur ataku. Każdy z typów i wersji Mark 48 zdolny jest do wielokrotnego ponawiania ataków w razie nietrafienia celu.

## Mark 48 CBASS
Mark 48 CBASS, nazywana także Mark 48 ADCAP Mod 7, jest najnowszą (2008) generacją torpedy ADCAP wyposażoną w Common Broadband Advanced Sonar System (CBASS). System ten zawiera sonarowy nadajnik (Broadband Sonar Analog Receiver), wzmacniacz oraz inne urządzenia współdziałające. System ten pozwala na nadawanie i odbiór fal w szerokim zakresie częstotliwości, znacznie zwiększając tym sposobem możliwości w zakresie zbierania oraz obróbki danych celu i aktualnie otaczającym środowisku działania, w celu ulepszenia śledzenia celu i celowania. Największe korzyści z tego rodzaju zbierania i obróbki danych uzyskiwane są w działaniu na płytkich wodach (płytszych niż 180 metrów), gdzie istnieje duże prawdopodobieństwo napotkania na drodze torpedy dna lub innych rzeczy niestanowiących celu. Zwiększa to możliwości dyskryminacji celu, a więc samodzielnego odróżniania przez torpedę prawdziwego celu od pozoratorów i innych stosowanych przez przeciwnika środków przeciwdziałania, a także przypadkowych obiektów znajdujących się w rejonie działania. Nowa generacja torped ADCAP posiada także zmieniony układ napędowy poprzez zastosowanie Torpedo Propulsion Upgrade – (TPU). Przygotowując ten model torpedy opracowano także zestaw modernizacyjny dla starszych typów torped ADCAP – ADCAP Mod 5 i niższych, o nazwie Common Broadband Advanced Sonar System Kit, co pozwoli na ich zmodernizowanie do nowego standardu. Uruchomienie pełnej skali produkcji nowych torped przewidziane było na rok 2004. Torpeda ta, będąca owocem współpracy z Royal Australian Navy w ramach Joint Development Program osiągnęła wstępną gotowość operacyjną (IOC) w 2006 roku. Obok amerykańskiej Marynarki Wojennej znajduje się także na wyposażeniu Royal Australian Navy, Izraela, Holandii, Kanady oraz Turcji.